# Urszula Bejga
Urszula Bejga (ur. 11 stycznia 1989 w Wyrzysku) – polska siatkarka występująca na pozycji środkowej.
Urszula Bejga rozpoczynała karierę siatkarską w młodzieżowej drużynie Nafty-Gaz Piła, której trenerem był Artur Pyszewski. Podczas pobytu w Szkole Mistrzostwa Sportowego w Sosnowcu trenowała pod okiem Andrzeja Urbańskiego. Zakończyła karierę w 2014.

## Sukcesy
- Wicemistrzostwo Polski Ligi Siatkówki Kobiet z Farmutilem Piła w sezonie 2007/2008
- Puchar Polski w sezonie 2007/2008
- Wicemistrzostwo Europy Wschodniej juniorek 2006
- Złoty medal Mistrzostw Polski kadetek 2005
- Brązowy medal Mistrzostw Polski kadetek 2004